# أم عميش
هي لعبة من الألعاب الحركية للأطفال من تراث سوريا القديم (وربما تتقاطع مع تراث شعوب أخرى).

## طريقة اللعب
تتطلب اللعبة عصب عيون أحد الأطفال بقطعة قماش ويكون هو شخصية (أم عميش)، ثم التفاف بقية الأولاد حوله، ويبدأ الحوار التالي:
الأولاد: أم عميش شو ضايعلك؟
أم عميش: إبرة وخيط...
الأولاد: شو لون الإبرة؟
أم عميش: بيضا...
الأولاد: وشو لون الخيط؟
أم عميش: أحمر...
الأولاد: (ويبدؤوا بالحركة بكل الاتجاهات لتقبض عليهم) معي معي ما بعطيكي ياها... // تكرار
في أثناء ذلك تتحرك أم عميش تبعاً لسماعها للأصوات للقبض عليهم ومحاولة التعرف على شخصيته باللمس فإذا عرف انتقلت العصابة إلى عيني طفل آخر..
يستمر الغناء...

## اقرأ أيضاً
- حكرة بكرة